# Dorfstraße 7 (Untermaschwitz)

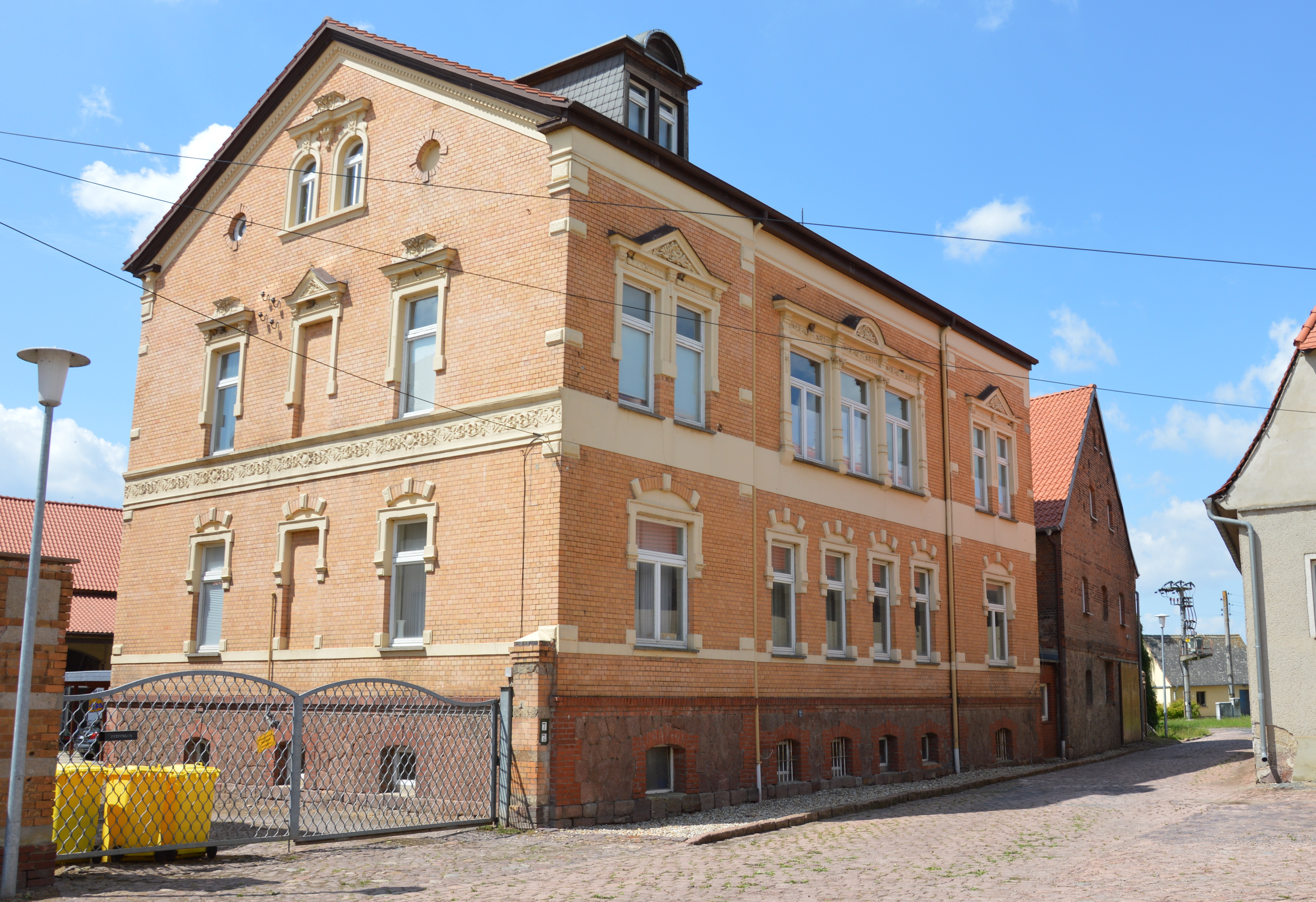
Haus Dorfstraße 7

Das Haus Dorfstraße 7 ist ein denkmalgeschütztes Gebäude im zur Stadt Landsberg gehörenden Dorf Untermaschwitz in Sachsen-Anhalt.

## Architektur und Geschichte
Das in der Ortsmitte als Gutshaus auf einem hohen Sockel errichtete massive Gebäude entstand in der zweiten Hälfte des 19. Jahrhunderts. Die Fassade des zweigeschossigen Hauses ist reich verziert. Bedeckt ist das Gebäude mit einem Satteldach.
Im örtlichen Denkmalverzeichnis ist das Wohnhaus unter der Erfassungsnummer 094 55332 als Baudenkmal eingetragen.